# كليف مورغان
كليف مورغان (بالإنجليزية: Cliff Morgan)‏ (26 سبتمبر 1913 ببرستل في المملكة المتحدة - 31 يوليو 1975 ببرستل في المملكة المتحدة) هو لاعب كرة قدم بريطاني (وحمل سابقاً جنسية المملكة المتحدة لبريطانيا العظمى وأيرلندا) في مركز نصف الجناح. لعب مع نادي بريستول سيتي.